# JAM Project
JAM Project（ジャム・プロジェクト）は、日本のアニメソング歌手グループ。略称は「JAM（ジャム）」「JAMプロ（ジャムプロ）」など。所属レコード会社は株式会社Earkth（HS Recordレーベル）、所属事務所はHIGHWAY STAR。数々のアニメ・ゲーム・特撮ソングを担当している。

## 概要
水木一郎の「21世紀へ古き良き“アニソン魂”を残したい」という呼びかけによって、結成された。この背景には、結成当時のアニメ・ゲーム主題歌などに話題のアーティストによるおよそ作品内容にそぐわないタイアップ曲（アニメ・ゲームソングは全て作品とアーティストによるタイアップである）が起用されるという風潮に疑問を感じたことがあげられる。
正式名称は「Japan Animationsong Makers Project（ジャパン・アニメーションソング・メイカーズ・プロジェクト）」である。
初期メンバーにANTHEMやアニメタルで活躍していたさかもとえいぞうがいたことや、ハード路線で活動していた時期もあるレイジーの影山らの影響が強く、多くの楽曲はジャパニーズ・ヘヴィメタルやハードロックにかなり近い。ライヴもテンションが高く、ヘヴィメタルのライヴの熱気に近い。バックバンド経験者も河野陽吾、樋口宗孝、そうる透、横関敦、寺沢功一、福田洋也、ヌーノ・ベッテンコート、高崎晃など、ハードロックやヘヴィメタルに関係する人物が多数存在する。
プロデューサーは井上俊次（ランティス代表でレイジーのキーボーディスト）である。
最近では、世界を周るツアーやアニメタルUSAとの共同ライブを行うなど、日本だけではなく世界でも活躍をしている。

## メンバー
現在のレギュラーメンバー
- 影山ヒロノブ（初期〜）
- 遠藤正明（初期〜）
- きただにひろし（2002年6月加入）
- 奥井雅美（2003年3月加入）
- 福山芳樹（2003年3月加入）

準レギュラーメンバー
- ヒカルド・クルーズ（「熱風！疾風！サイバスター」から不定期参加）

過去メンバー
- 水木一郎（初期〜2002年8月「非常勤宣言」、2022年12月に逝去。）
- 松本梨香（初期〜2008年4月「活動休止宣言」）
- さかもとえいぞう（初期〜2003年3月「卒業」）

## 年譜
2000年
- 7月17日 渋谷Egg-manにて、水木一郎・影山ヒロノブ・松本梨香・さかもとえいぞう・遠藤正明の初期メンバーでJAM Project設立記者会見が行われる。結成当初は『THE夜もヒッパレ』（日本テレビ系）にも何度か出演していた。

2002年
- 6月 きただにひろしが加入する。
- 8月 水木一郎が非常勤宣言をし、レギュラーメンバーから外れJAM Projectとしての表立った活動から一線を引く。

2003年
- 3月4日 新メンバー発表記者会見が行われ、奥井雅美と福山芳樹が加入する。同タイミングでさかもとえいぞうが活動休止する。自身のサイトでは「卒業」として実質の脱退としている。
- 12月 新規メンバー加入のためのオーディションが開催される。オーディションの結果は加入者なしだったが、これをきっかけにブラジル在住のヒカルド・クルーズが注目され新規メンバーとして加入する。日本在住でないため、レコーディングやライブも不定期参加の準レギュラー扱いとなっている。

2005年
- 7月10日 Animelo Summer Live 2005 -THE BRIDGE-に参加。以後2006年〜2011年、2014年、2018年、2019年に参加した。

2007年
- 4月 TVアニメ『鋼鉄神ジーグ』のOP主題歌「STORMBRINGER」に水木一郎が参加し、非常勤宣言をして以来初のJAM Projectとしての活動をする。
- 11月 2008年いっぱいをかけて世界ツアーを行うことを発表する。

2008年
- アニメディアの創刊27周年記念企画として、アルバムのレコーディングにコーラスで参加してもらう人を選ぶ「No Borderオーディション」が開催される。
- 1月23日 アニメ・ゲーム等のタイアップでは無い初のオリジナルシングル「No Border」が発売される。
- 2月11日 「JAPAN FLIGHT 2008 No Border 名古屋公演」の帰りの新幹線で、JAM Projectのメンバー・スタッフが、車内でビールを飲んだ後に車内を暴走し大声で騒ぐなどをして乗客に迷惑をかけたとの指摘を受け、公式サイト掲示板にてリーダー影山が謝罪する事件があった。[2]
- 3月2日 「JAPAN FLIGHT 2008 No Border 東京公演」のアンコールの登場の際に福山芳樹が転倒をし右鎖骨を骨折する。以降の公演も怪我をした状態で参加した。
- 4月7日 松本梨香がJAM ProjectのサイトにてJAM Projectでの活動の一時休止を表明する。2021年現在、松本はこの日以降、JAM Projectとしての活動を一切していないため、事実上の脱退状態である。(しかし本人は、『またJAMのみんなと歌いたい』と自身のTwitterで発言している。また、2010年9月の松本のブログ、2016年4月のTwitterによると、10周年ライブ、15周年ライブに参戦したい気持ちはあったようだ。)
- 6月1日 世界ツアー「JAM Project WORLD FLIGHT 2008 No Border」が開始され、台湾大学にて初の海外公演を成功させる。
- 8月31日 Animelo Summer Live 2008 -Challenge-に参加したが、奥井が帯状疱疹のため不参加。
- 10月2日 海外限定でベストアルバム「JAM Project WORLD FLIGHT 2008 BEST SELECTION」（LZM-2007）が発売。

2009年
- 6月12日 「Hurricane Tour 2009 Gate of the Future」のツアーファイナルで初の日本武道館でのワンマンライブを行う。約8000人を動員した。

2010年
- 1月1日 結成10周年記念に伴い、初の完全オリジナルアルバム「MAXIMIZER〜Decade of Evolution〜」[注 1]とツアーライブの情報を公開する。
- 2月6日 CLUB CITTA'にて結成10周年記念イベント『JAM Party 10周年新年会』を開催する。JAM Projectに関係の深い人物のビデオコメントやクイズコーナー・ミニライブなどが行われた。また「TRANSFORMERS EVO.」の掛け声の部分を観客の声を使って公開収録を行った。
- 4月30日 JAM Projectの「Only One」北京語バージョンが中国2010年上海国際博覧会2009年度ベスト曲に決定する。
- 6月9日 「MAXIMIZER 〜Decade of Evolution〜」が発売され、香港・韓国・台湾と海外でも3公演が決定する。
- 6月26日〜27日 上記MAXIMIZERツアーにて奥井雅美が急性声帯炎を患ったため、ドクターストップにより26日の栃木公演と27日の仙台公演を欠席した[3]。その2公演は奥井を除く男性4人で行い、奥井のパートはメンバー全員が分けて担当した。
- 9月17日 MAXIMIZERツアー武道館公演一日目にて水木一郎・さかもとえいぞう・ヒカルド・クルーズがゲスト出演した。さかもとがJAM Projectのライブツアーに参加するのは「JAM second mission EVOLUTION」以来8年ぶりである。

2011年
- 1月25日・30日 カタールで開催されたAFCアジアカップ2011準決勝日本対韓国戦（1月25日）および決勝日本対オーストラリア戦（1月30日）において「VICTORY」が日本代表勝利BGMとして使用された[4][5]。この選曲はアジアサッカー連盟の担当者によるものだという[6]。この件について1月30日にJAM Projectの公式ページにおいて「とても光栄に思っています」と、JAM Projectからサッカー日本代表へ祝福のコメントが掲載された[7]。
- 7月9日より毎週 「週刊 MUSIC PUNCH」内のコーナーで「GO! GO! GOING! Radio」というラジオ番組を行っており、メンバーの遠藤がDJを務めていた。毎週各メンバーがゲストで登場し、雑談を行う番組であった。番組当初はツアー終了で終わる予定だったが、2013年3月まで続くこととなった。2013年1月から番組がリニューアルされ、DJが交代制となった。
- 10月22日より 「JAM Project LIVE 2011〜2012 GO! GO! GOING!!〜不滅のZIPANG〜/ARIGATO TOMODACHI」ツアーを開始した。

2012年
- 3月23日 「香港 Asian-Pop Music Festival」に日本代表として出演した。
- 6月2日 韓国・麗水国際博覧会「ジャパン・アニメーション・ステージ」に出演した。
- 6月11日未明、福山芳樹が体調不良のため、活動休止が発表される[8]。そのため「アニメタルUSA × JAM Project「日米ANI-SONサミット」JAPAN TOUR」や「JAM Project Latin America LIVE TOUR 2012」[注 2]などのライブは福山抜きの4人で行い、他のメンバーが福山のパートを分けて担当した。
- アニメタルUSAとのジョイント・ツアー「アニメタルUSA × JAM Project「日米ANI-SONサミット」JAPAN TOUR」を6月12・13・15・16日に行う。
- 7月1日より、ニコニコ動画との共同プロジェクト「Discover you in niconico」の応募が開始された。
- 7月15日〜7月22日 ブラジル・ペルー・アルゼンチン・チリの4カ国でのツアー「JAM Project Latin America LIVE TOUR 2012」を行う。
- 10月7日、みちのくアニソンフェス2012〜Eastern Gale にて福山芳樹が復帰。
- 12月1日 Act Against AIDS 2012 「アニソンAAA Vol.1」に出演し、ホスト役を務めた。

2013年
- 2月11日に大阪城ホールで、2月24日に横浜アリーナで初の単独プレミアムライブ「JAM Project Premium LIVE 2013 THE MONSTER'S PARTY」が行われた。
- 11月8日から単独ライブツアー「JAM Project LIVE TOUR 2013-2014 THUMB RISE AGAIN」が開始された。

2014年
- 昨年11月8日から開始していた「JAM Project LIVE TOUR 2013-2014 THUMB RISE AGAIN」が4月12日で終える。
- 8月29日にさいたまスーパーアリーナで開催された「Animelo Summer Live 2014 -ONENESS-」に出演した。2011年8月27日、28日に出演した「Animelo Summer Live 2011 -rainbow-」からおよそ3年振りとなる出演だった。
- ランティス15周年企画、ランティス祭り2014に参加した

2015年
- 3月28日にランティス祭り シンガポール公演【〜Anisong World Tour〜 Lantis Festival 2015】に参加。また、4月11日、4月12日の上海公演にも参加した。
- 5月1日にSTRONG BEST ALBUMとSTRONG BOXを9月9日に発売すると発表。同日にJAM Project - SKILL-2015 -のMVを公開。それと同時に15周年記念ライブの開催も決まっている。
- 7月8日にSTRONG BEST ALBUM「JAM Project 15th Anniversary STRONG BEST ALBUM MOTTO!MOTTO!!-2015-」がランティスおよびアーティスト自身にとって初めての高音質CDーUHQCDでの発売となることが発表された[9]。
- 8月6日に、STRONG BEST ALBUM発売日当日に東京・代々木でのフリーライブ「THE STRONGER’S PARK」が開催決定と発表された。
- 8月19日に「JAM Project 15th Anniversary STRONG BEST ALBUM MOTTO!MOTTO!!-2015-」のハイレゾ音源がアルバム発売と同日の9月9日に配信決定と発表された（以降、過去の音源を含め、ハイレゾ音源も配信されるようになる）。
- 9月8日に、台風接近のため9月9日に開催予定の東京・代々木フリーライブ「THE STRONGER’S PARK」が中止と公布された。翌日、ニコニコ生放送：緊急特番「THE STRONGER’S 大放送」の生配信が行われた。体調不良の奥井を除いて、他のメンバーが出演している。9月29日に代々木公園野外ステージで開催予定の振替公演「THE STRONGER’S PARK」-REVENGE-も当日発表された。
- 10月21日に初めてのMV付きシングル『THE HERO!!〜怒れる拳に火をつけろ〜』を発売。
- オリジナルアニメ「サイボーグ009VSデビルマン」のOP/EDテーマソング「サイボーグ009〜Nine Cyborg Soldiers〜/DEVILMIND〜愛は力〜」を11月6日に、通販限定で発売。なお、アニメの上映開始日となる10月17日から、楽曲の先行配信が開始されたほか、上映劇場でも先行販売された。
- 11月3日に神戸ワールド記念ホールで、11月29日に横浜アリーナで15周年記念ライブ「15th Anniversary Premium LIVE THE STRONGER’S PARTY」が行われた。

2016年
- 6月29日に4枚目となるオリジナルアルバム「AREA Z」をリリース。また、このアルバムタイトルを冠したライブツアーが、7月30日の滋賀県立文化産業交流会館より開始。8年ぶりに上海での単独コンサートを行った。また、このツアーでは写真撮影が許可された（ただし、スマートフォンおよび携帯電話のみでの撮影とし、MCやアコースティックコーナー、アンコールでの撮影およびライブ全体を通しての録画・録音は禁止されている）[10]。
- 7月2日、JAM Projectは米・ロサンゼルスの「Anisong World Matsuri」に出演した[11]。
- 11月23日、スマートフォン向けアプリケーション『JAM Project 「MOTTO ! MOTTO !! App」』を配信開始。

2017年
- 3月1日に通算2枚目となるMV付きシングル『THE EXCEEDER/NEW BLUE』を発売。
- 8月11日、JAM Projectは米・ワシントンD.C.の「Anisong World Matsuri」に出演した[12]。
- 10月18日[注 3]に5枚目となるオリジナルアルバム「TOKYO DIVE」をリリース[13]。JAM Projectが2年連続でオリジナルアルバムをリリースするのは初めてである。
- 11月2日から、オリジナルアルバムのタイトルである「TOKYO DIVE」を冠したライブツアーを開催。2018年までの年またぎツアーとなる。

2018年
- 5月11日から、アジアライブツアーを開催。JAM Projectとしては初めてとなる広州公演、成都公演が行われる。
- 8月26日、「Animelo Summer Live 2018 -OK!-」に参加。2014年の「Animelo Summer Live 2014 -ONENESS-」以来、4年ぶりの参加となる。「THE MONSTERS」としてμ'sの「Snow halation」をサプライズバンドカバー演奏[14]。

2019年
- 1月13日、1月14日にZepp Osaka Baysideで、1月25日、1月26日に豊洲PITにて「SPECIAL LIVE 2019 A-ROCK」が行われた。
それぞれ1日目が「Early numbers」2日目が「Later numbers」となっており、1日目が前期の楽曲中心で、2日目が後期の楽曲が中心となっている。またDJ KGコーナーなど新たな試みも見られた。
- 3月1日　「SOULTAKER」が平成アニソン大賞特別賞（2000～2009年）受賞。
- 6月23日　「20th Anniversary Live ランティス祭り2019 A・R・I・G・A・T・O ANISONG」に参加。
- 7月17日、Zepp Tokyoにて結成20周年スペシャルライブ「JAM PARTY 2019 〜20周年に向け「エイエイオー!」を開催。

2020年
- 1月1日 結成20周年に伴い、通算6枚目となるオリジナルアルバム「The Age of Dragon Knights」をリリース。本アルバムでは、ALI PROJECT、angela、梶浦由記、GRANRODEO、寺田志保、畑亜貴、FLOW、宮崎誠、R・O・Nなど各アーティストから楽曲が提供されており、バラエティに富んだアルバムとなっている。また同日には「20th Anniversary Complete BOX」も発売された。

2021年
- 1月9日 配信型ライブハウス日清食品 POWER STATION [REBOOT]でアニソンライブイベント『Lantis Live 3DAYS：1st.day』に参加[15]
- 2月26日 結成20周年を記念して初のドキュメンタリー映画「GET OVER -JAM Project THE MOVIE-」が全国の映画館で公開された。2週間限定での上映となる。
- 9月10日～9月27日 2年半ぶりとなる有観客ライブ「GET OVER -JAM PROJECT THE LIVE-」を開催。東京、仙台、名古屋、 はは大阪4都市5公演のライブツアーとなる。

2022年
- 7月27日 『JAM Project BEST COLLECTION ⅩⅣ Max the Max』をリリース。
- 9月18日 日比谷野外音楽堂で､開催された『HIGHWAY STAR PARTY』 に出演。
- 10月8日〜11月27日 『JAM Project LIVE TOUR 2022 THE JUDGEMENT』を開催予定。計6箇所､7公演を実施予定。
- 12月6日 立ち上げ時のメンバーであり、非常勤メンバーとなっていた水木一郎が肺がんの為逝去した。享年74歳。

## ディスコグラフィ

### シングル
※ベストアルバム未収録曲（2022年5月21日時点）
| 枚   | 発売日         | タイトル                                                               | 収録曲 | 規格品番                                            | 最高位 | 収録ベスト アルバム |
| ---- | -------------- | ---------------------------------------------------------------------- | --- | --------------------------------------------------- | ------ | ------------------- |
| 1st  | 2000年7月26日  | 疾風になれ                                                             | 「疾風になれ」 「CRAZY REVOLUTION」 | LADA-1002                                           |        | I                   |
| 2nd  | 2000年11月22日 | Danger Zone                                                            | 「Danger Zone」 「It's Emotion」（歌：M Rie）※ | LACM-4002                                           |        | I                   |
| 3rd  | 2000年12月21日 | STORM                                                                  | 「STORM」 「RISING」 | LADA-1006                                           |        | I                   |
| 4th  | 2001年4月21日  | SOULTAKER                                                              | 「SOULTAKER」 「KI・ZU・NA」 | VICL-35252                                          |        | I                   |
| 5th  | 2001年4月25日  | 鋼の救世主                                                             | 「鋼の救世主」 「POWER」 | LACM-4010                                           | 75位   | I                   |
| 6th  | 2001年9月29日  | FIRE WARS / TORNADO                                                    | 「FIRE WARS」 「TORNADO」 | LACM-4027                                           |        | I                   |
| 7th  | 2001年10月30日 | CRUSH GEAR FIGHT!!                                                     | 「CRUSH GEAR FIGHT!!」 「愛だよねっ!!〜ギアをつなごう〜」 | LACM-4032                                           |        | I                   |
| 8th  | 2001年10月30日 | Over the Top!                                                          | 「Over the Top!」 「In my Heart」 | LACM-4034                                           |        | I                   |
| 9th  | 2001年11月29日 | LADY FIGHTER!                                                          | 「LADY FIGHTER!」 「運命の糸」 | LACM-4037                                           |        | I                   |
| 10th | 2002年4月3日   | 風のEAGLE                                                              | 「風のEAGLE」 「Alright now!」 「CRUSH GEAR FIGHT!! (remix version)」 | LACM-4050                                           |        | II                  |
| 11th | 2002年4月24日  | GO!!                                                                   | 「GO!!」 「DEPARTURE」 | LACM-4051                                           | 72位   | II                  |
| 12th | 2002年7月24日  | GET UP CRUSH FIGHTER!                                                  | 「GET UP CRUSH FIGHTER!」 「Alright now! (Movie Re-mix ver.)」 | LACM-4066                                           |        | II                  |
| 13th | 2002年10月23日 | 嘆きのロザリオ                                                         | 「嘆きのロザリオ!」 「合神!ゴッドグラヴィオン (feat.遠藤正明)」 | LACM-4075                                           | 58位   | II                  |
| 14th | 2003年2月26日  | Go!Go!レスキュー                                                       | 「GO!GO!レスキュー」 「マーチ オブ レスキューヒーロー」 | LACM-4086                                           |        | II                  |
| 15th | 2003年4月23日  | Little Wing                                                            | 「Little Wing」 「In the Chaos」 | LACM-4089                                           | 45位   | II                  |
| 16th | 2003年4月23日  | SKILL                                                                  | 「SKILL」 「FOREVER&EVER」 | LACM-4090                                           | 25位   | II                  |
| 17th | 2003年8月6日   | The Gate of the Hell                                                   | 「The Gate of the Hell」 「戦士よ 眠れ…」 「魔神見参!!」 | LACM-4098                                           | 88位   | III                 |
| 18th | 2003年9月26日  | Destination                                                            | 「Destination」 「Promise〜未来への誓い〜」 | LACM-4105                                           |        | III                 |
| 19th | 2004年1月21日  | 紅ノ牙                                                                 | 「紅ノ牙」 「炎皇合神！ソルグラヴィオン !!」 | LACM-4119                                           | 37位   | III                 |
| 20th | 2004年4月21日  | VICTORY                                                                | 「VICTORY」 「約束の地」 | LACM-4127                                           | 38位   | III                 |
| 21st | 2004年4月21日  | DRAGON                                                                 | 「DRAGON」 「No Serenity」 | LACM-4128                                           | 64位   | III                 |
| 22nd | 2004年5月26日  | VOYAGER                                                                | 「VOYAGER」 | LACM-4133                                           | 88位   | III                 |
| 23rd | 2004年11月26日 | 限界バトル                                                             | 「限界バトル」 「Battle Communication!!」 | LACM-4165                                           | 115位  | IV                  |
| 24th | 2005年6月22日  | 迷宮のプリズナー                                                       | 「迷宮のプリズナー」 「熱風！疾風！サイバスター」 | LACM-4195                                           | 68位   | IV                  |
| 25th | 2005年8月3日   | GONG                                                                   | 「GONG」 「Brother in Faith」 | LACM-4210                                           | 22位   | IV                  |
| 26th | 2006年1月25日  | 牙狼 〜SAVIOR IN THE DARK〜                                            | 「牙狼〜SAVIOR IN THE DARK〜」 「Fencer of GOLD」 | LACM-4225                                           | 41位   | IV                  |
| 27th | 2006年11月1日  | Break Out                                                              | 「Break Out」 「The everlasting」 | LACM-4310                                           | 24位   | V                   |
| 28th | 2007年2月21日  | RISING FORCE                                                           | 「RISING FORCE」 「Fight to the end〜聖戦〜」 | LACM-4344                                           | 40位   | V                   |
| 29th | 2007年4月25日  | STORMBRINGER                                                           | 「STORMBRINGER」 「Dead or Alive」 | LACM-4360                                           | 71位   | V                   |
| 30th | 2007年4月25日  | Divine love                                                            | 「Divine love」 「IN FATE」 | LACM-4361                                           | 74位   | V                   |
| 31st | 2007年8月8日   | Rocks                                                                  | 「Rocks」 「Portal」 | LACM-4400                                           | 36位   | VI                  |
| 32nd | 2008年1月23日  | No Border                                                              | 「No Border」 「HERO」 | LACM-4452                                           | 44位   | VI                  |
| 33rd | 2008年9月26日  | Crest of “Z’s”                                                         | 「Crest of "Z's"」 「Cosmic Dance」 | LACM-4530                                           | 40位   | VII                 |
| 34th | 2008年10月22日 | ハローダーウィン! 〜好奇心オンデマンド〜                               | 「ハローダーウィン! 〜好奇心オンデマンド〜」 「晴レルヤ!」 | LACM-4536                                           | 76位   | VII                 |
| 35th | 2009年3月4日   | Space Roller Coaster GO GO!                                            | 「Space Roller Coaster GO GO!」 「アスタマニア〜ナ!!」 | LACM-4576                                           | 115位  | VII                 |
| 36th | 2009年5月27日  | レスキューファイアー                                                   | 「レスキューファイアー」 「Three Souls」 | LACM-4617                                           | 62位   | VII                 |
| 37th | 2009年8月5日   | 守護神-The guardian                                                    | 「守護神-The guardian」 「Godest!」 | LACM-4632                                           | 45位   | VII                 |
| 38th | 2009年10月7日  | Battle No Limit!                                                       | 「Battle No Limit!」 「Bonds of Friendship」 | LACM-4654                                           | 56位   | VII                 |
| 39th | 2009年10月28日 | 冒険王 〜Across the Legendary kingdom〜                                | 「冒険王〜Across the Legendary kingdom〜」 「BIG BANG EXPLOSION〜Song for Ragnarok Party〜」 「冒険王〜Across the Legendary kingdom〜（symphonic ver.）」※ | LACM-4661                                           | 18位   | VIII                |
| 40th | 2009年11月11日 | 爆鎮完了!レスキューファイアー                                          | 「爆鎮完了！レスキューファイアー」 「いでよ ガイアレオン」※ | LACM-4666                                           | 63位   | VIII                |
| 41st | 2010年4月21日  | TRANSFORMERS EVO.                                                      | 「TRANSFORMERS EVO.」 「PRAISE BE TO DECEPTICON」 | LACM-4654                                           | 47位   | VIII                |
| 42nd | 2010年10月27日 | MAXON                                                                  | 「MAXON」 「LONGING」 | LACM-4750                                           | 36位   | VIII                |
| 43rd | 2011年2月23日  | Vanguard                                                               | 「Vanguard」 「Go! Stand up!」 | LACM-4790                                           | 53位   | VIII                |
| 44th | 2011年4月27日  | NOAH                                                                   | 「NOAH」 「願い」 | LACM-4803                                           | 40位   | IX                  |
| 45th | 2011年10月5日  | Believe in my existence                                                | 「Believe in my existence」 「夢心地 yah! yah! yah!」※ | LACM-4860                                           | 19位   | IX                  |
| 46th | 2012年1月25日  | 我が名は牙狼                                                           | 「我が名は牙狼」 「PREDESTINATION」 「PROMISE〜Without you〜」 | LACM-4896                                           | 22位   | IX                  |
| 47th | 2012年4月25日  | LIMIT BREAK                                                            | 「LIMIT BREAK」 「Fight ! Fight ! Fighting!」※ | LACM-4922                                           | 42位   | IX                  |
| 48th | 2012年5月23日  | 鋼のレジスタンス                                                       | 「鋼のレジスタンス」 「The advent of Genesis」 | LACM-4923                                           | 41位   | IX                  |
| 49th | 2012年12月5日  | Wings of the legend                                                    | 「Wings of the legend」 「Babylon」 | LACM-14040                                          | 37位   | X                   |
| 50th | 2013年1月30日  | 夢スケッチ                                                             | 「夢スケッチ」 「キミオモフ〜たった一人の君へ〜」 | LACM-14050                                          | 75位   | X                   |
| 51st | 2013年7月10日  | R.I.P〜友よ静かに眠れ〜                                                | 「R.I.P〜友よ静かに眠れ〜」 「未来への誓い」 | LACM-14100                                          | 51位   | X                   |
| 52nd | 2013年7月24日  | 一触即発 〜Trigger of Crisis〜                                         | 「一触即発 ~Trigger of Crisis~」 「PLATONIC」 「Wildflowers」 | LACM-14120                                          | 46位   | X                   |
| 53rd | 2014年4月30日  | Rebellion〜反逆の戦士達〜                                              | 「Rebellion〜反逆の戦士達〜」 「PRAY FOR YOU」 | LACM-14209                                          | 40位   | XI                  |
| 54th | 2014年4月30日  | Breakthrough                                                           | 「Breakthrough」 「Maverick〜覚醒されし獣〜」 | LACM-14210                                          | 44位   | XI                  |
| 55th | 2014年8月6日   | 雷牙 〜Tusk of thunder〜 / my memory, your memory / ZERO —BLACK BLOOD— | 「雷牙〜Tusk of thunder〜」 「my memory, your memory」 「ZERO-BLACK BLOOD-」 | LACM-14270                                          | 53位   | XI                  |
| 56th | 2014年10月22日 | 炎ノ刻印 —DIVINE FLAME—                                                | 「炎ノ刻印-DIVINE FLAME-」 「WANDERERS」 | LACM-14280                                          | 52位   | XI                  |
| 57th | 2015年2月11日  | B.B.                                                                   | 「B.B.」 「追憶の光」※ | LACM-14300                                          | 62位   | XII                 |
| 58th | 2015年4月22日  | 決戦 the Final Round / END OF HEAVEN                                   | 「決戦 the Final Round」 「END OF HEAVEN」 | LACM-14340                                          | 54位   | XII                 |
| 59th | 2015年7月22日  | EMERGE 〜漆黒の翼〜                                                    | 「EMERGE〜漆黒の翼〜」 「The Light of Life-小さな花の様に-」※ | LACM-14370                                          | 76位   | XII                 |
| 60th | 2015年10月21日 | THE HERO!! 〜怒れる拳に火をつけろ〜                                    | 「THE HERO !! 〜怒れる拳に火をつけろ〜」 「Shoot the Monster !」※ | LACM-14405（アーティスト盤） LACM-14406（アニメ盤） | 19位   | XII                 |
| 61st | 2015年11月6日  | サイボーグ009〜Nine Cyborg Soldiers〜 / DEVILMIND〜愛は力〜            | 「サイボーグ009〜Nine Cyborg Soldiers〜」 「DEVILMIND〜愛は力〜」 | LACM-14430                                          |        | XII                 |
| 62nd | 2015年12月23日 | 紅蓮ノ月 〜隠されし闇物語〜                                            | 「紅蓮ノ月 〜隠されし闇物語〜 JAM Project Ver.」 「紅蓮ノ月 〜隠されし闇物語〜 影山ヒロノブ Ver.」※ 「紅蓮ノ月 〜隠されし闇物語〜 きただにひろし Ver.」※ 「紅蓮ノ月 〜隠されし闇物語〜 奥井雅美 Ver.」※ 「紅蓮ノ月 〜隠されし闇物語〜 福山芳樹 Ver.」※ 「紅蓮ノ月 〜隠されし闇物語〜 遠藤正明 Ver.」※ | LACM-14425                                          | 44位   | XII                 |
| 63rd | 2016年2月10日  | 月華                                                                   | 「月華」 「ロナレバビサミ」※ | LACM-14450                                          | 65位   | XII                 |
| 64th | 2016年7月27日  | Shining Storm〜烈火の如く〜                                            | 「Shining Storm 〜烈火の如く〜」 「Heaven’s Door」 「神激の勇者〜KISHIN〜」 | LACM-14515                                          | 70位   | XII                 |
| 65th | 2016年11月2日  | The Brave                                                              | 「The Brave」 「Vagabond〜風とさすらいの日々〜」※ | LACM-14550                                          | 50位   | XIII                |
| 66th | 2017年2月15日  | DRAGONFLAME                                                            | 「DRAGONFLAME」 「彷徨う果ての荒野は」※ | LACM-14575                                          | 70位   | XIII                |
| 67th | 2017年3月1日   | THE EXCEEDER / NEW BLUE                                                | 「THE EXCEEDER」 「NEW BLUE」 | LACM-14580（通常版） LACM-34580（初回限定盤）       | 61位   | XIII                |
| 68th | 2018年4月25日  | 鋼のWarriors                                                           | 「鋼のWarriors」 「The Oath〜夜明けの誓い〜」 | LACM-14740                                          | 62位   | XIII                |
| 69th | 2019年4月24日  | 静寂のアポストル                                                       | 「静寂のアポストル」 「ピアノ狂奏曲第4 番〜怪人賛歌」 | LACM-14854（アーティスト盤） LACM-14855（アニメ盤） | 50位   | XIV                 |
| 70th | 2019年4月24日  | Tread on the Tiger’s Tail / RESET / D.D 〜Dimension Driver〜           | 「Tread on the Tiger’s Tail」 「RESET」 「D.D〜Dimension Driver〜」 「Tread on the Tiger’s Tail（英語ver.）」※ 「Tread on the Tiger’s Tail（中国語ver.）」※ 「Tread on the Tiger’s Tail（韓国語ver.）」※                                                                                              | LACM-14856                                          | 60位   | XIV                 |
| 71st | 2021年7月14日  | Bloodlines〜運命の血統〜                                               | 「Bloodlines〜運命の血統〜」 「戦友よ」 | LACM-24126                                          | 42位   | XIV                 |
| 72nd | 2021年12月22日 | Drei Kreuz〜鋼のサバイバー〜                                           | 「Drei Kreuz～鋼のサバイバー～」 「with love」 「Concerto of SRW」 | LACM-24225                                          | 38位   | XIV                 |
| 73rd | 2022年11月2日  | 暁を撃て                                                               | 「暁を撃て」※栗林みな実とのコラボ曲 「Can never go home」 | LACM-24305                                          | TBA    |                     |
| 74th | 2024年3月27日  | 其れは穢れなき修羅の涙                                                 | 「其れは穢れなき修羅の涙」 「GARO ハガネを継ぐ者 with JAM Project」 「乱」 | ERK-1001                                            | TBA    |                     |

### アルバム

#### フルアルバム
| 枚  | 発売日         | タイトル                          | 規格品番   | 最高位 |
| --- | -------------- | --------------------------------- | ---------- | ------ |
| 1st | 2002年3月21日  | JAM FIRST PROCESS                 | VICL-60843 | 圏外   |
| 2nd | 2010年6月9日   | MAXIMIZER 〜Decade of Evolution〜 | LACA-15001 | 18位   |
| 3rd | 2013年10月23日 | THUMB RISE AGAIN                  | LACA-15340 | 21位   |
| 4th | 2016年6月29日  | AREA Z                            | LACA-15555 | 23位   |
| 5th | 2017年10月18日 | TOKYO DIVE                        | LACA-15670 | 24位   |
| 6th | 2020年1月1日   | The Age of Dragon Knights         | LACA-15796 | 40位   |

#### ミニアルバム
| 枚  | 発売日        | タイトル     | 規格品番   | 最高位 |
| --- | ------------- | ------------ | ---------- | ------ |
| 1st | 2022年9月28日 | THE JUDGMENT | LACA-25007 | 位     |

#### ベストアルバム
| 枚   | 発売日         | タイトル                                                              | 規格品番   | 最高位 |
| ---- | -------------- | --------------------------------------------------------------------- | ---------- | ------ |
| 1st  | 2002年3月6日   | BEST Project 〜JAM Project BEST COLLECTION〜                          | LACA-5092  | 80位   |
| 2nd  | 2003年9月3日   | FREEDOM 〜JAM Project BEST COLLECTION II〜                            | LACA-5200  | 59位   |
| 3rd  | 2004年9月23日  | JAM-ISM 〜JAM Project BEST COLLECTION III〜                           | LACA-5320  | 87位   |
| 4th  | 2006年4月5日   | Olympia 〜JAM Project BEST COLLECTION IV〜                            | LACA-5500  | 37位   |
| 5th  | 2007年7月4日   | Big Bang 〜JAM Project BEST COLLECTION V〜                            | LACA-5650  | 39位   |
| 6th  | 2008年8月6日   | Get over the Border 〜JAM Project BEST COLLECTION VI〜                | LACA-5795  | 24位   |
| 7th  | 2009年11月25日 | SEVENTH EXPLOSION 〜JAM Project BEST COLLECTION VII〜                 | LACA-5980  | 38位   |
| 8th  | 2011年5月11日  | GOING 〜JAM Project BEST COLLECTION VIII〜                            | LACA-15120 | 12位   |
| 9th  | 2012年11月14日 | THE MONSTERS 〜JAM Project BEST COLLECTION IX〜                       | LACA-15250 | 24位   |
| 10th | 2014年7月2日   | X cures Earth 〜JAM Project BEST COLLECTION X〜                       | LACA-15420 | 28位   |
| 11th | 2015年6月17日  | X less force 〜JAM Project BEST COLLECTION XI〜                       | LACA-15490 | 21位   |
| --   | 2015年9月9日   | JAM Project 15th Anniversary STRONG BEST ALBUM MOTTO! MOTTO !! -2015- | LACA-15500 | 15位   |
| 12th | 2016年11月2日  | THUNDERBIRD 〜JAM Project BEST COLLECTION XII〜                       | LACA-15600 | 30位   |
| 13th | 2018年10月31日 | A-ROCK 〜JAM Project BEST COLLECTION XIII〜                           | LACA-15743 | 24位   |
| 14th | 2022年7月27日  | Max the Max 〜JAM Project BEST COLLECTION XIV〜                       | LACA-15999 | 位     |

### CD-BOX
| 枚  | 発売日         | タイトル                                  | 規格品番     | 最高位 |
| --- | -------------- | ----------------------------------------- | ------------ | ------ |
| 1st | 2010年12月22日 | JAM Project 10th Anniversary Complete BOX | LACA-9190~6  | 43位   |
| 2nd | 2015年9月9日   | JAM Project 15th Anniversary STRONG BOX   | LACA-35500   | 10位   |
| 3rd | 2020年1月1日   | JAM Project 20th Anniversary Complete BOX | LACA-9700~20 | 87位   |

### 配信限定
| 枚  | 発売日         | タイトル                                   | 収録内容 |
| --- | -------------- | ------------------------------------------ | --- |
| 1st | 2017年6月27日  | AREA Z Live Edition                        | 1. AREA Z 〜Song for J-Riders〜 (AREA Z Live Edition) 2. The Brave (AREA Z Live Edition) 3. 月華 (AREA Z Live Edition) 4. Treasure in the sky (AREA Z Live Edition) 5. Shining Storm 〜烈火の如く〜 (AREA Z Live Edition) 6. 限界バトル (AREA Z Live Edition) |
| 2nd | 2018年6月6日   | 鋼のWarriors 〜ASIA TOUR Special Edition〜 | 1. 鋼のWarriors 2. 鋼のWarriors 〜Chinese ver.〜 3. 鋼のWarriors 〜Korean ver.〜 |
| 3rd | 2021年10月14日 | Max the Max                                | 1. Max the Max |
| 4th | 2022年10月19日 | Over the Max 〜魂の継承〜                  | 1. Over the Max 〜魂の継承〜 |
| 5th | 2023年4月15日  | 魂のヒーローズ!〜Spirits of Bellmare〜     | 1. 魂のヒーローズ!〜Spirits of Bellmare〜 |
| 6th | 2023年7月17日  | ワンチャンス！                             | 1. ワンチャンス！ |
| 7th | 2024年12月2日  | ダンバイン～物語は記憶のカケラ             | 1. ダンバイン～物語は記憶のカケラ |
| 8th | 2025年1月1日   | But still we...                            | 1. But still we... |

### 映像作品
- 2004年1月1日 JAM Project LIVE 震撼. Return to the Chaos.
- 2005年2月23日 JAM Project 4th Live VICTORY
- 2006年4月5日 JAM Project KING GONG
- 2007年7月4日 JAM Project JAPAN CIRCUIT 2007 Break Out
- 2008年8月6日 JAM Project JAPAN FLIGHT 2008 No Border
- 2009年9月25日 / 12月9日 JAM Project Hurricane Tour 2009 Gate of the Future
- 2011年1月26日 / 4月6日 JAM Project LIVE 2010 MAXIMIZER 〜Decade of Evolution〜
- 2012年7月18日 / 8月1日 JAM Project LIVE 2011〜2012 GO! GO! GOING!!〜不滅のZIPANG〜
- 2013年7月24日 JAM Project Premium LIVE 2013 THE MONSTER’S PARTY
- 2014年7月23日 JAM Project LIVE TOUR 2013-2014 THUMB RISE AGAIN
- 2016年5月11日 JAM Project 15th Anniversary Premium LIVE THE STRONGER’S PARTY
- 2017年5月24日 JAM Project LIVE TOUR 2016 〜AREA Z〜
- 2018年9月19日 JAM Project JAPAN TOUR 2017-2018 TOKYO DIVE
- 2021年8月25日 GET OVER -JAM Project THE MOVIE-
- 2022年1月28日 GET OVER -JAM PROJECT THE LIVE-
- 2023年4月5日 JAM Project LIVE TOUR 2022 THE JUDGEMENT

### 企画盤等
- 2001年5月23日 スーパーロボット大戦α オリジナルストーリー D-2
  - 熱風疾風サイバスター EDGEWIRED featuring 遠藤正明・さかもとえいぞう
- 2003年11月27日 遠藤正明 「CHAKURIKU!!」
  - HAPPY ICECREAM with JAM Project
- 2005年5月25日 マブラヴ オルタネイティヴ Insertion song Collection / オリコン最高位 40位
  1. 未来への咆哮
  2. 翼
  3. Carry on
  4. 未来への咆哮 (instrumental)
  5. 翼 (instrumental)
  6. Carry on (instrumental)
- 2006年3月8日 エンブレム / オリコン最高位 107位
  1. エンブレム 〜名も無き英雄達へ〜 featuring 影山ヒロノブ
  2. CLOWN featuring 遠藤正明
  3. 飾らない涙のままで… featuring きただにひろし
  4. 青くなれ featuring 福山芳樹
  5. エンブレム 〜名も無き英雄達へ〜 (off vocal version)
  6. CLOWN (off vocal version)
  7. 飾らない涙のままで… (off vocal version)
  8. 青くなれ (off vocal version)
- 2007年7月1日 DRAGON STORM 2007（DRAGON GATE 試合会場限定発売シングル）
  - DRAGON STORM 2007
- 2007年12月26日 らき☆すたRe-Mix002〜『ラキスタノキワミ、アッー』【してやんよ】〜 / オリコン最高位 5位
  - JAMがもってった!セーラーふく
- 2008年12月25日 SUPER ROBOT WARS JAM Project SONGS / オリコン最高位 89位
  1. 鋼の救世主
  2. POWER
  3. GO!!
  4. DEPARTURE
  5. SKILL
  6. FOREVER & EVER
  7. VICTORY
  8. 約束の地
  9. GONG
  10. Brother in Faith
  11. Rocks
  12. Portal
  13. Crest of “Z’s”
  14. Cosmic Dance
- 2009年3月25日 TVアニメ「宇宙をかける少女」オリジナルサウンドトラック Vol.1
  - MAJESTIC OVERTURE with JAM Project
- 2009年7月1日 ニコニコ動画せれくちょん 〜才能の無駄遣い〜 / オリコン最高位 38位
  - 思い出はおっくせんまん! (JAM Project verison)
- 2009年12月9日 ガンダムトリビュート from Lantis / オリコン最高位 35位
  - 哀戦士
- 2011年4月6日 JAM Project Symphonic Album Victoria Cross / オリコン最高位 38位
  1. VICTORY
  2. Elements
  3. Vanguard
  4. 牙狼 〜SAVIOR IN THE DARK〜
  5. Always be with you
  6. TRANSFORMERS EVO.
  7. レスキューファイアー
  8. 鋼の救世主
  9. GONG
  10. SKILL
  11. HERO
- 2011年5月11日 戦場のヴァルキュリア3 サウンド&ソングコレクション
  - 風を追う兵士の歌
- 2013年9月25日 牙狼黄金歌集 牙狼魂 / オリコン最高位 25位
  - 牙狼 〜SAVIOR IN THE DARK〜
  - Fencer of GOLD
  - GARO-MAKAISENKI- with JAM Project
  - PREDESTINATION
  - 我が名は牙狼
  - PROMISE 〜Without you〜
  - 風 〜旅立ちの詩〜
- 2013年11月20日 タツノコプロダクション×Lantis トリビュート・アルバム
  - 未来への大航海 〜Great voyage〜
- 2015年8月5日 牙狼黄金歌集II 牙狼心 / オリコン最高位 27位
  - 一触即発 〜Trigger of Crisis〜
  - PLATONIC
  - Wildflowers
  - ZERO-BLACK BLOOD-
  - 雷牙〜Tusk of thunder〜
  - my memory,your memory
  - 炎ノ刻印-DIVINE FLAME-
  - Name is GARO〜光明の使者〜
  - 牙狼〜SAVIOR IN THE DARK〜
- 2017年3月29日 ALI PROJECT 「卑弥呼外伝」 / オリコン最高位 33位
  - 卑弥呼外伝（コーラス）
- 2017年10月18日 牙狼黄金歌集III 牙狼響 / オリコン最高位 45位
  - B.B.
  - EMERGE〜漆黒の翼〜
  - GARO is HERE!
  - 紅蓮ノ月〜隠されし闇物語〜
  - 月華
- 2017年10月25日 翼を持つ者 〜Not an angel Just a dreamer〜
  - 翼を持つ者 〜Not an angel Just a dreamer〜[注 4] - 日本動画協会「アニメNEXT_100」プロジェクト公式ソング
- 2019年5月8日 スフィア 10th Anniversary Album 「10s」/ オリコン最高位 9位
  - 鋼のVictress with JAM Project
- 2020年9月23日 牙狼黄金歌集IV 牙狼奏 / オリコン最高位 44位
  - 刃〜the divine blade〜
  - DRAGONFLAME
  - EMG
  - 神ノ牙〜The Fang of Apocalypse〜
  - LIGHTNING DARK
  - ヒトヒラ
  - 慟哭の彼方
  - 雷牙－月虹ノ旅人－
  - Versus Road 〜非現実的サバイバル〜

### タイアップ
| 時期   | 楽曲                                           | タイアップ                                                                                                |
| ------ | ---------------------------------------------- | --- |
| 2000年 | 疾風になれ                                     | OVA『エクスドライバー』OP主題歌                                                                           |
| 2000年 | CRAZY REVOLUTION                               | OVA『エクスドライバー』挿入歌                                                                             |
| 2000年 | Danger Zone                                    | 劇場版アニメ『エクスドライバーClip』主題歌                                                                |
| 2000年 | STORM                                          | OVA『真ゲッターロボ対ネオゲッターロボ』OP主題歌                                                           |
| 2000年 | RISING                                         | OVA『真ゲッターロボ対ネオゲッターロボ』ED主題歌                                                           |
| 2001年 | SOULTAKER                                      | TVアニメ『The Soul Taker 〜魂狩〜』OP主題歌                                                               |
| 2001年 | 鋼の救世主                                     | PSゲーム『スーパーロボット大戦α外伝』OP主題歌                                                             |
| 2001年 | POWER                                          | PSゲーム『スーパーロボット大戦α外伝』ED主題歌                                                             |
| 2001年 | FIRE WARS                                      | OVA『マジンカイザー』OP主題歌                                                                             |
| 2001年 | TORNADO                                        | OVA『マジンカイザー』ED主題歌                                                                             |
| 2001年 | CRUSH GEAR FIGHT!!                             | TVアニメ『激闘!クラッシュギアTURBO』OP主題歌                                                              |
| 2001年 | 愛だよねっ!! 〜ギアをつなごう〜                | TVアニメ『激闘!クラッシュギアTURBO』ED主題歌                                                              |
| 2001年 | Over the Top!                                  | PS2ゲーム『機甲武装Gブレイカー 〜レジェンド・オブ・クラウディア〜』OP主題歌                               |
| 2001年 | In my Heart                                    | PS2ゲーム『機甲武装Gブレイカー 〜レジェンド・オブ・クラウディア〜』ED主題歌                               |
| 2001年 | LADY FIGHTER!                                  | PS2ゲーム『サンライズ英雄譚2』OP主題歌                                                                    |
| 2001年 | 運命の糸                                       | PS2ゲーム『サンライズ英雄譚2』ED主題歌                                                                    |
| 2002年 | 風のEAGLE                                      | TVアニメ『激闘!クラッシュギアTURBO』挿入歌                                                                |
| 2002年 | Alright now!                                   | TVアニメ『激闘!クラッシュギアTURBO』イメージソング                                                        |
| 2002年 | GO!!                                           | PS2ゲーム『スーパーロボット大戦IMPACT』OP主題歌                                                           |
| 2002年 | DEPARTURE                                      | PS2ゲーム『スーパーロボット大戦IMPACT』ED主題歌                                                           |
| 2002年 | GET UP CRUSH FIGHTER!                          | 劇場版アニメ『激闘!クラッシュギアTURBO 〜カイザーバーンの挑戦!〜』挿入歌                                  |
| 2002年 | Alright now! (Movie Remix Version)             | 劇場版アニメ『激闘!クラッシュギアTORBO 〜カイザバーンの挑戦〜』主題歌                                     |
| 2002年 | 嘆きのロザリオ                                 | TVアニメ『超重神グラヴィオン』OP主題歌                                                                    |
| 2002年 | 合神! ゴッドグラヴィオン                       | TVアニメ『超重神グラヴィオン』挿入歌                                                                      |
| 2003年 | Go! Go! レスキュー                             | TVアニメ『出撃!マシンロボレスキュー』OP主題歌                                                             |
| 2003年 | マーチ・オブ・レスキューヒーロー               | TVアニメ『出撃!マシンロボレスキュー』ED主題歌                                                             |
| 2003年 | Little Wing                                    | TVアニメ『スクラップド・プリンセス』OP主題歌                                                              |
| 2003年 | In the Chaos                                   | TVアニメ『ギャラクシーエンジェル（第3期）』グランドED主題歌                                               |
| 2003年 | SKILL                                          | PS2ゲーム『第2次スーパーロボット大戦α』OP主題歌                                                           |
| 2003年 | FOREVER & EVER                                 | PS2ゲーム『第2次スーパーロボット大戦α』ED主題歌                                                           |
| 2003年 | The Gate of the Hell                           | OVA『マジンカイザー 〜死闘!暗黒大将軍〜』OP主題歌                                                         |
| 2003年 | 戦士よ眠れ…                                    | OVA『マジンカイザー 〜死闘!暗黒大将軍〜』ED主題歌                                                         |
| 2003年 | 魔神見参!!                                     | OVA『マジンカイザー 〜死闘!暗黒大将軍〜』挿入歌                                                           |
| 2003年 | Destination                                    | PS2ゲーム『サンライズ・ワールド・ウォーfromサンライズ英雄譚』OP主題歌                                     |
| 2003年 | Promise 〜未来への誓い〜                       | PS2ゲーム『サンライズ・ワールド・ウォーfromサンライズ英雄譚』ED主題歌                                     |
| 2004年 | 紅ノ牙                                         | TVアニメ『超重神グラヴィオンツヴァイ』OP主題歌                                                            |
| 2004年 | 炎皇合神! ソルグラヴィオン!!                   | TVアニメ『超重神グラヴィオンツヴァイ』挿入歌                                                              |
| 2004年 | VICTORY                                        | PS2ゲーム『スーパーロボット大戦MX』OP主題歌                                                               |
| 2004年 | 約束の地                                       | PS2ゲーム『スーパーロボット大戦MX』ED主題歌                                                               |
| 2004年 | DRAGON                                         | OVA『新ゲッターロボ』OP主題歌                                                                             |
| 2004年 | No Serenity                                    | OVA『新ゲッターロボ』ED主題歌                                                                             |
| 2004年 | VOYAGER                                        | TVアニメ『パンダーゼット』OP主題歌                                                                        |
| 2004年 | VOYAGER (instrumental)                         | TVアニメ『パンダーゼット』ED曲                                                                            |
| 2004年 | 限界バトル                                     | TVアニメ『遊☆戯☆王デュエルモンスターズGX』ED主題歌                                                        |
| 2005年 | 未来への咆哮                                   | PCゲーム『マブラヴ オルタネイティヴ』挿入歌                                                               |
| 2005年 | 迷宮のプリズナー                               | OVA『スーパーロボット大戦ORIGINAL GENERATION THE ANIMATION』OP主題歌                                      |
| 2005年 | 熱風! 疾風! サイバスター                       | OVA『スーパーロボット大戦ORIGINAL GENERATION THE ANIMATION』挿入歌                                        |
| 2005年 | GONG                                           | PS2ゲーム『第3次スーパーロボット大戦α 終焉の銀河へ』OP主題歌                                              |
| 2005年 | Brother in Faith                               | PS2ゲーム『第3次スーパーロボット大戦α 終焉の銀河へ』ED主題歌                                              |
| 2006年 | 牙狼 〜SAVIOR IN THE DARK〜                    | TVドラマ『牙狼〈GARO〉』OP主題歌                                                                          |
| 2006年 | エンブレム〜名も無き英雄達へ〜                 | テレビアニメ『よみがえる空 -RESCUE WINGS-』エンディングテーマ                                             |
| 2006年 | CLOWN                                          | テレビアニメ『よみがえる空 -RESCUE WINGS-』挿入歌                                                         |
| 2006年 | 青くなれ                                       | テレビアニメ『よみがえる空 -RESCUE WINGS-』挿入歌                                                         |
| 2006年 | Protect you                                    | OVA『スーパーロボット大戦ORIGINAL GENERATION THE ANIMATION』第1話ED主題歌                                 |
| 2006年 | Name of the Truth                              | OVA『スーパーロボット大戦ORIGINAL GENERATION THE ANIMATION』第2話ED主題歌                                 |
| 2006年 | 星空のレクイエム                               | OVA『スーパーロボット大戦ORIGINAL GENERATION THE ANIMATION』第3話ED主題歌                                 |
| 2006年 | Break Out                                      | TVアニメ『スーパーロボット大戦OG -ディバイン・ウォーズ-』OP主題歌                                         |
| 2007年 | RISING FORCE                                   | TVアニメ『スーパーロボット大戦OG -ディバイン・ウォーズ-』スーパー・スピリット・インスパイア・テーマソング |
| 2007年 | Fight to the end 〜聖戦〜                      | TVアニメ『スーパーロボット大戦OG -ディバイン・ウォーズ-』イメージソング                                   |
| 2007年 | STORMBRINGER                                   | TVアニメ『鋼鉄神ジーグ』OP主題歌                                                                          |
| 2007年 | Dead or Alive                                  | TVアニメ『鋼鉄神ジーグ』挿入歌                                                                            |
| 2007年 | Divine love                                    | TVアニメ『セイント・ビースト 〜光陰叙事詩天使譚〜』OP主題歌                                               |
| 2007年 | IN FATE                                        | PS2ゲーム『セイント・ビースト 〜螺旋の章〜』OP主題歌                                                      |
| 2007年 | DRAGON STORM 2007                              | プロレス団体『DRAGON GATE』2007年 - オフィシャル・テーマソング                                            |
| 2007年 | Name 〜君の名は〜                              | PCゲーム『マブラヴ オルタネイティヴ』アバンテーマ                                                         |
| 2007年 | Salvage                                        | PS2ゲーム『ギャラクシーエンジェルII 無限回廊の鍵』グランドエンディングテーマ                              |
| 2007年 | Rocks                                          | PS2ゲーム『スーパーロボット大戦OG ORIGINAL GENERATIONS』OP主題歌                                          |
| 2007年 | Portal                                         | PS2ゲーム『スーパーロボット大戦OG ORIGINAL GENERATIONS』ED主題歌                                          |
| 2008年 | Legend of the Heroes                           | カードゲーム『少年サンデーvs少年マガジン』テーマソング                                                    |
| 2008年 | SHURAKI                                        | オリジナルフィギュア『シュラキ』テーマソング                                                              |
| 2008年 | NEW GENERATION! 〜KOBE to the WORLD〜          | プロレス団体『DRAGON GATE』2008年 - オフィシャル・テーマソング                                            |
| 2008年 | Crest of “Z’s”                                 | PS2ゲーム『スーパーロボット大戦Z』OP主題歌                                                                |
| 2008年 | Cosmic Dance                                   | PS2ゲーム『スーパーロボット大戦Z』ED主題歌                                                                |
| 2008年 | ハローダーウィン! 〜好奇心オンデマンド〜       | TVアニメ『ケロロ軍曹』OP主題歌                                                                            |
| 2008年 | 晴レルヤ!!                                     | TVアニメ『ケロロ軍曹』ED主題歌                                                                            |
| 2009年 | Space Roller Coaster GO GO!                    | 劇場版アニメ『ケロ0 出発だよ! 全員集合!!』主題歌                                                          |
| 2009年 | レスキューファイアー                           | TVドラマ『トミカヒーロー レスキューファイアー』OP主題歌                                                   |
| 2009年 | Three Souls                                    | TVドラマ『トミカヒーロー レスキューファイアー』挿入歌                                                     |
| 2009年 | 守護神-The guardian                            | TVアニメ『真マジンガー 衝撃! Z編 on television』OP主題歌                                                  |
| 2009年 | Battle No Limit!                               | TVアニメ『バトルスピリッツ 少年激覇ダン』OP主題歌                                                         |
| 2009年 | 冒険王 〜Across the Legendary kingdom〜        | オンラインゲーム『ラグナロクオンライン ワールドカップ2009』イメージソング                                 |
| 2009年 | BIG BANG EXPLOSION 〜Song for Ragnarok Party〜 | オンラインゲーム『ラグナロクオンライン』イメージソング                                                    |
| 2009年 | 爆鎮完了! レスキューファイアー                 | TVドラマ『トミカヒーロー レスキューファイアー』新OP主題歌                                                 |
| 2009年 | いでよ ガイアレオン                            | TVドラマ『トミカヒーロー レスキューファイアー』挿入歌                                                     |
| 2010年 | TRANSFORMERS EVO.                              | TVアニメ『トランスフォーマー アニメイテッド』OP主題歌                                                     |
| 2010年 | MAXIMIZER                                      | テレビ東京 『アニソ〜ンぷらす』2010年6月度オープニングテーマ                                              |
| 2010年 | MAXON                                          | TVアニメ『スーパーロボット大戦OG -ジ・インスペクター-』OP主題歌                                           |
| 2010年 | 牙狼 〜SAVIOR IN THE DARK〜 RED REQUIEM ver.   | 劇場版『牙狼＜GARO＞ 〜RED REQUIEM〜』エンディング主題歌                                                  |
| 2011年 | Vanguard                                       | TVアニメ『カードファイト!! ヴァンガード』前期OP主題歌                                                     |
| 2011年 | NOAH                                           | PSPゲーム『第2次スーパーロボット大戦Z 破界篇』OP主題歌                                                    |
| 2011年 | 願い                                           | PSPゲーム『第2次スーパーロボット大戦Z 破界篇』ED主題歌                                                    |
| 2011年 | 流星Lovers                                     | TVアニメ『スーパーロボット大戦OG -ジ・インスペクター-』新OP主題歌                                         |
| 2011年 | 弾劾の剣                                       | パチスロ『超重神グラヴィオン』テーマソング                                                                |
| 2011年 | ヒカリへのカウントダウン                       | グッドスマイルカンパニー『創立10周年記念』ソング・CMソング                                                |
| 2011年 | 風を追う兵士の歌                               | OVA『戦場のヴァルキュリア3 誰がための銃瘡』挿入歌                                                         |
| 2011年 | Believe in my existence                        | TVアニメ『カードファイト!! ヴァンガード』後期OP主題歌                                                     |
| 2011年 | PREDESTINATION                                 | TVドラマ『牙狼〈GARO〉 〜MAKAISENKI〜』前期ED主題歌                                                       |
| 2012年 | 我が名は牙狼                                   | TVドラマ『牙狼〈GARO〉 〜MAKAISENKI〜』後期OP主題歌                                                       |
| 2012年 | PROMISE 〜Without you〜                        | TVドラマ『牙狼〈GARO〉 〜MAKAISENKI〜』後期ED主題歌                                                       |
| 2012年 | LIMIT BREAK                                    | TVアニメ『カードファイト!!ヴァンガード アジアサーキット編』OP主題歌                                       |
| 2012年 | 鋼のレジスタンス                               | PSPゲーム『第2次スーパーロボット大戦Z 再世篇』OP主題歌                                                    |
| 2012年 | The advent of genesis                          | PSPゲーム『第2次スーパーロボット大戦Z 再世篇』ED主題歌                                                    |
| 2012年 | Metamorphose                                   | Xbox 360用『マブラヴ オルタネイティヴ』新OPアバンテーマ                                                   |
| 2012年 | 覇王の剣                                       | 『CRフィーバー覇-LORD-2』テーマソング                                                                     |
| 2012年 | 覇                                             | 『CRフィーバー覇-LORD-2』テーマソング                                                                     |
| 2012年 | Glorious Days〜10th anniversary of Ragnarok〜  | 『ラグナロクオンライン』10周年記念ソング                                                                  |
| 2012年 | Wings of the Legend                            | PS3ゲーム『第2次スーパーロボット大戦OG』OP主題歌                                                          |
| 2012年 | Babylon                                        | PS3ゲーム『第2次スーパーロボット大戦OG』ED主題歌                                                          |
| 2013年 | THE MONSTERS                                   | TVアニメ『戦勇。』ニコニコ動画特別版OP主題歌                                                              |
| 2013年 | Believe 〜永遠のLink〜                         | TVアニメ『戦勇。』ED主題歌                                                                                |
| 2013年 | 夢スケッチ                                     | TVアニメ『バクマン。』第3シリーズED主題歌                                                                 |
| 2013年 | Strike ahead                                   | インドTV向け日本アニメ『BATU GAIDEN –THE RETURN OF ASI–』主題歌                                           |
| 2013年 | R.I.P 〜友よ静かに眠れ〜                       | 劇場版アニメ『宇宙戦艦ヤマト2199 第6章』ED主題歌                                                          |
| 2013年 | Victory Soul                                   | Vジャンプ『創刊20周年』ソング                                                                             |
| 2013年 | 一触即発 〜Trigger of Crisis〜                 | 特撮ドラマ『牙狼〈GARO〉 〜闇を照らす者〜』後期OP                                                         |
| 2013年 | PLATONIC                                       | 特撮ドラマ『牙狼〈GARO〉 〜闇を照らす者〜』後期ED                                                         |
| 2013年 | Wildflowers                                    | 劇場版『牙狼外伝 桃幻の笛』主題歌                                                                         |
| 2013年 | 風 〜旅立ちの詩〜                              | 劇場版『牙狼〈GARO〉 〜蒼哭ノ魔竜〜』主題歌                                                               |
| 2013年 | 未来への大航海〜Great voyage〜                 | タツノコプロ『50周年』アニバーサリーソング                                                                |
| 2014年 | Breakthrough                                   | TVアニメ『ノブナガ・ザ・フール』OP主題歌                                                                  |
| 2014年 | Maverick 〜覚醒されし獣〜                      | TVアニメ『ノブナガ・ザ・フール』挿入歌                                                                    |
| 2014年 | Rebellion 〜反逆の戦士達〜                     | PS3 & PS Vita用ソフト『第3次スーパーロボット大戦Z 時獄篇』OP主題歌                                        |
| 2014年 | PRAY FOR YOU                                   | PS3 & PS Vita用ソフト『第3次スーパーロボット大戦Z 時獄篇』ED主題歌                                        |
| 2014年 | 嵐                                             | 『CR 戦国嵐』テーマソング                                                                                 |
| 2014年 | キミノモトヘ                                   | パチンコ『海猿』テーマソング                                                                              |
| 2014年 | 俺流JUSTICE                                    | ニコニコ動画『JAM Project 「Discover you in niconico」』優勝者コラボ曲                                    |
| 2014年 | 雷牙 〜Tusk of thunder〜                       | 特撮テレビドラマ『牙狼〈GARO〉 —魔戒ノ花—』オープニングテーマ                                             |
| 2014年 | my memory, your memory                         | 特撮テレビドラマ『牙狼〈GARO〉 —魔戒ノ花—』エンディングテーマ                                             |
| 2014年 | ZERO —BLACK BLOOD—                             | 特撮映画『絶狼〈ZERO〉 —BLACK BLOOD—』オープニングテーマ                                                  |
| 2014年 | 炎ノ刻印 —DIVINE FLAME—                        | TVアニメ『牙狼〈GARO〉 —炎の刻印—』オープニングテーマ                                                     |
| 2015年 | B.B.                                           | TVアニメ『牙狼〈GARO〉 —炎の刻印—』後期オープニングテーマ                                                 |
| 2015年 | 決戦 the Final Round                           | PS3 & PS Vita用ソフト『第3次スーパーロボット大戦Z 天獄篇』OP主題歌                                        |
| 2015年 | END OF HEAVEN                                  | PS3 & PS Vita用ソフト『第3次スーパーロボット大戦Z 天獄篇』ED主題歌                                        |
| 2015年 | Generation!                                    | TVアニメ『カードファイト!! ヴァンガードG』後期オープニングテーマ                                          |
| 2015年 | 灼熱の咆哮〜Legend of GAMERA〜                 | 『CRガメラ』主題歌                                                                                        |
| 2015年 | BUDDY IN SOUL                                  | パチンコ『海猿』テーマソング                                                                              |
| 2015年 | Rescue mission                                 | パチンコ『海猿』テーマソング                                                                              |
| 2015年 | 任務遂行!                                      | パチンコ『海猿』テーマソング                                                                              |
| 2015年 | EMERGE 〜漆黒の翼〜                            | TVシリーズ『牙狼〈GARO〉 —GOLDSTORM— 翔』第2クールOP主題歌                                                |
| 2015年 | Name is GARO〜光明の使者〜                     | CR『牙狼〈GARO〉金色になれ』 テーマソング                                                                 |
| 2015年 | THE HERO!! 〜怒れる拳に火をつけろ〜            | TVアニメ『ワンパンマン』OP主題歌                                                                          |
| 2015年 | サイボーグ009〜Nine Cyborg Soldiers〜          | 劇場版アニメ『サイボーグ009VSデビルマン』OPテーマソング                                                   |
| 2015年 | DEVILMIND〜愛は力〜                            | 劇場版アニメ『サイボーグ009VSデビルマン』EDテーマソング                                                   |
| 2015年 | 紅蓮ノ月 〜隠されし闇物語〜                    | TVアニメ『牙狼 -紅蓮ノ月-』OP主題歌                                                                       |
| 2016年 | 月華                                           | TVアニメ『牙狼 -紅蓮ノ月-』後期OP主題歌                                                                   |
| 2016年 | 刃 〜the divine blade〜                        | 劇場版『牙狼〈GARO〉—DIVINE FLAME—』主題歌                                                                |
| 2016年 | Shining Storm 〜烈火の如く〜                   | PS3 & PS4用ソフト『スーパーロボット大戦OG ムーン・デュエラーズ』OP主題歌                                  |
| 2016年 | Heaven’s Door                                  | PS3 & PS4用ソフト『スーパーロボット大戦OG ムーン・デュエラーズ』ED主題歌                                  |
| 2016年 | 神激の勇者 〜KISHIN〜                          | ぱちんこ『CRスーパーロボット大戦OG』専用曲                                                                |
| 2016年 | AREA Z 〜Song for J-Riders〜                   | 一般社団法人『全日本実業団自転車競技連盟（JBCF）Jプロツアー』公式ソング                                   |
| 2016年 | The Brave                                      | テレビドラマ『勇者ヨシヒコと導かれし七人』OP主題歌                                                        |
| 2016年 | GARO is HERE!!                                 | CR『牙狼魔戒ノ花』主題歌                                                                                  |
| 2017年 | DRAGONFLAME                                    | テレビドラマ 『絶狼-ZERO- -DRAGON BLOOD-』OP主題歌                                                        |
| 2017年 | THE EXCEEDER                                   | PS4 & PS Vita用ソフト『スーパーロボット大戦V』OP主題歌                                                    |
| 2017年 | NEW BLUE                                       | PS4 & PS Vita用ソフト『スーパーロボット大戦V』ED主題歌                                                    |
| 2017年 | 豪腕パンチ                                     | TVアニメ『ワンパンマン』サイタマイメージソング                                                            |
| 2017年 | EMG                                            | TVアニメ『牙狼 -VANISHING LINE-』OP主題歌                                                                 |
| 2017年 | Burning Blue 〜蒼炎のソルジャー〜              | TVアニメ『ワンパンマン』ジェノスイメージソング                                                            |
| 2018年 | 神ノ牙〜The Fang of Apocalypse〜               | 劇場版『牙狼〈GARO〉神ノ牙-KAMINOKIBA-』オープニング主題歌                                                |
| 2018年 | 勝利の未来-とき-                               | 中編特撮映画『HE-LOW』主題歌                                                                              |
| 2018年 | 残像のリベンジャー                             | TVアニメ『ワンパンマン』音速のソニックイメージソング                                                      |
| 2018年 | 鋼のWarriors                                   | PS4 & PS Vita用ソフト『スーパーロボット大戦X』OP主題歌                                                    |
| 2018年 | The Oath 〜夜明けの誓い〜                      | PS4 & PS Vita用ソフト『スーパーロボット大戦X』ED主題歌                                                    |
| 2018年 | ENTER THE HEROES                               | TVアニメ『ワンパンマン』ヒーローイメージソング                                                            |
| 2018年 | ヒトヒラ                                       | 劇場版アニメーション『薄墨桜 -GARO-』エンディング主題歌                                                   |
| 2018年 | 慟哭の彼方                                     | TVドラマ『神ノ牙-JINGA-』オープニング主題歌                                                               |
| 2019年 | D.D 〜Dimension Driver〜                       | スマートフォン用アプリ『スーパーロボット大戦DD』主題歌                                                    |
| 2019年 | Tread on the Tiger’s Tail                      | PS4 & Nintendo Switch用ソフト『スーパーロボット大戦T』OP主題歌                                            |
| 2019年 | RESET                                          | PS4 & Nintendo Switch用ソフト『スーパーロボット大戦T』ED主題歌                                            |
| 2019年 | 静寂のアポストル                               | TVアニメ『ワンパンマン』第二期OP主題歌                                                                    |
| 2019年 | Returner 〜復活のレジェンド〜                  | Webアニメ『バトルスピリッツ サーガブレイヴ』メインテーマソング                                            |
| 2019年 | 勝利の未来-とき-                               | 中編特撮映画『HE-LOW THE SECOND』主題歌                                                                   |
| 2019年 | 雷牙-月虹ノ旅人-                               | 劇場版『牙狼〈GARO〉-月虹ノ旅人-』エンディング主題歌                                                      |
| 2020年 | Freaking out ! 〜復活のオイパンク〜            | PS4 / Xbox One『ONE PUNCH MAN A HERO NOBODY KNOWS』OP主題歌                                               |
| 2020年 | Versus Road 〜非現実的サバイバル〜             | TVドラマ『GARO -VERSUS ROAD-』エンディング主題歌                                                          |
| 2020年 | LIGHTNING DARK                                 | CR『P牙狼 冴島鋼牙XX』テーマソング                                                                        |
| 2021年 | Bloodlines〜運命の血統〜                       | TVアニメ『ゲッターロボ アーク』OP主題歌                                                                   |
| 2021年 | DRAGON 2021                                    | TVアニメ『ゲッターロボ アーク』 ED主題歌                                                                  |
| 2021年 | STORM 2021                                     | TVアニメ『ゲッターロボ アーク』 ED主題歌                                                                  |
| 2021年 | 戦友よ                                         | TVアニメ『ゲッターロボ アーク』 最終話ED主題歌                                                            |
| 2021年 | Concerto of SRW                                | スーパーロボット大戦30周年記念ソング                                                                      |
| 2021年 | Drei Kreuz 〜鋼のサバイバー〜                  | Steam / PS4 / Nintendo Switch用ソフト『スーパーロボット大戦30』OP主題歌                                   |
| 2021年 | Max the Max                                    | G1 CLIMAX-2021年オフィシャル・テーマソング                                                                |
| 2021年 | with love                                      | Steam / PS4 / Nintendo Switch用ソフト『スーパーロボット大戦30』ED主題歌                                   |
| 2022年 | 勝利の未来-とき-                               | 中編特撮映画『HE-LOW THE FINAL』主題歌                                                                    |
| 2022年 | NEVER END -G-                                  | CR『P牙狼 月虹ノ旅人』テーマソング                                                                        |
| 2022年 | Over the Max～魂の継承～                       | G1 CLIMAX-2022年オフィシャル・テーマソング                                                                |
| 2022年 | 暁を撃て                                       | TVアニメ『マブラヴ オルタネイティヴ』第二期OP主題歌（栗林みな実とのコラボ曲）                             |
| 2022年 | ワンチャンス！                                 | スマートフォン用アプリ『スーパーロボット大戦DD』第2弾主題歌                                               |
| 2023年 | 魂のヒーローズ!〜Spirits of Bellmare〜         | 湘南ベルマーレ応援歌                                                                                      |
| 2024年 | GARO ハガネを継ぐ者                            | TVドラマ『牙狼-GARO- ハガネを継ぐ者』 OP主題歌                                                            |
| 2024年 | 其れは穢れなき修羅の涙                         | TVドラマ『牙狼-GARO- ハガネを継ぐ者』 ED主題歌                                                            |
| 2024年 | 乱                                             | TVドラマ『牙狼-GARO- ハガネを継ぐ者』 ED主題歌                                                            |
| 2024年 | ダンバイン～物語は記憶のカケラ                 | スマスロ『聖戦士ダンバイン』主題歌                                                                        |
| 2025年 | But still we...                                | スマートフォン用ゲームアプリ『スーパーロボット大戦DD』新主題歌                                            |
| 2025年 | TAIGA～守りし者よ風の如く～                    | 劇場版『牙狼-GARO-TAIGA』 主題歌                                                                          |

## 出演

### ラジオ
- ランティスPresents JAM Projectのキャララジオ（2006年・全4回）
- ランティスPresents JAM Projectのキャララジオ出張版（2006年）
- JAM Project Power of Noborder（2007年 - 2008年、A&G 超RADIO SHOW〜アニスパ!〜内コーナー）
- JAM Projectの『GO! GO! GOING! Radio』（2011年 - 2013年、Date FM他『週刊MUSIC PANCH!』内コーナー・2013年、超A&G+）[16]
- bayfm Starting STYLE!! 〜Countdown to Lantis matsuri〜（2019年 - 、bayfm）

### テレビ
- JAM Project Live『震撼〜Return to The Chaos 〜in 渋谷公会堂』（テレビ朝日、2003年11月22日放送）
- JAM Project Live 2008-No Border- 第一興商スターカラオケversion（第一興商スターカラオケ、2008年5月5日放送）
- JAM Project Live 2008-No Border- キッズステーションversion（キッズステーション、2008年5月6日放送）
- MUSIC JAPAN 新世紀アニソンSP.2（NHK、2010年1月10日・2月13日・3月8日）出演
- MUSIC JAPAN 新世紀アニソンSP.4（NHK、2011年1月16日・3月6日・6月3日）出演
- アニソ〜ンぷらす（テレビ東京、2010年9月14日）出演
- ノンフィクションW「No Border ANISON 〜世界に響く、ニッポンの歌〜」（WOWOW、2010年11月29日初回放送）
- めざましテレビ（フジテレビ、2011年11月17日出演）
- JAM Project Special〜GO!GO!GOING!!〜（MUSIC ON! TV、2011年12月17日初回放送）
- JAM Project アコースティックスペシャルroad to 武道館（第一興商スターカラオケ、2012年1月2日初回放送）
- JAM Project LIVE GO!GO!GOING!!〜不滅のZIPANG〜 前編（キッズステーション、2012年1月10日初回放送）
- JAM Project LIVE GO!GO!GOING!!〜不滅のZIPANG〜 後編（キッズステーション、2012年1月17日初回放送）
- J-MELO（NHKワールドTV、2012年12月19日ほか）
- ランティス15周年記念特番 〜アニソン業界で走り続ける人たち〜（2014年1月 TOKYO MXほか）
- TOKYOアニメパーク15th Anniversary Live ランティス祭り（2014年11月3日 フジテレビNEXT）
- アニメソング史上最大の祭典〜アニメロサマーライブ2014〜 Vol.1『1st Day 前編』（2014年11月16日 NHK BSプレミアム）
- BREAK OUT（テレビ朝日、2016年3月12日、2016年9月22日 影山、遠藤、きただにのみ出演、9月22日放送分は未公開トーク。）
- YOUは何しに日本へ？ 〜★原付バイク旅が完結★祝！4年目突入2時間5分スペシャル〜（テレビ東京 2016年4月11日）
- TVBS全球中文音樂榜上榜（台湾での放送。）

### 映画
- GET OVER -JAM Project THE MOVIE-（制作：東北新社 配給：東宝映像事業部 2021年2月26日 - 3月11日公開）